# 卡爾德納斯市 (塔奇拉州)

卡爾德納斯市（西班牙語：Municipio Cárdenas），是委內瑞拉的一個市，位於該國西南部塔奇拉州，首府設於塔里瓦，面積262平方公里，海拔高度1,700米，2011年人口123,416，人口密度每平方公里471.05人。